# Castillo miliar 5
El castillo miliar 5 (Quarry House) fue el primer castillo miliar al oeste del fuerte Pons Aelius del Muro de Adriano. Se supone que su posición es en el cruce de la carretera A186 Westgate y la B1311 Corporation Street. Actualmente no existen restos.

## Construcción
No se sabe nada del tipo de eje o de las puertas del castillo miliar 5.

## Excavaciones e investigaciones
- 1732 - Horsley inspeccionó la zona, y señaló que:[3]

Se pensaba que había signos visibles de un castellum justo detrás de la casa de la cantera
- 1858 - Henry MacLauchlan acordó la ubicación, declarando que:[4]

Es probable que hubiera un castillo miliar donde el Muro hace una curva en la parte superior de Westgate Road
- 1968 - Investigación de campo de English Heritage. Se observó que todos los rastros del castillo miliar habían sido borrados por el desarrollo moderno.

## Torretas asociadas
Cada castillo miliar del Muro de Adriano tenía dos torretas asociadas. Estas torretas estaban situadas aproximadamente a un tercio y dos tercios de una milla romana al oeste del castillo, y probablemente habrían estado a cargo de la guarnición del mismo. Las torretas asociadas con el castillo miliar 5 se conocen como Torreta 5A y Torreta 5B.

### Torreta 5A
El descubrimiento del castillo miliar 4 a cierta distancia de su presunta ubicación ha puesto en tela de juicio los presuntos emplazamientos de todos los castillos miliares y torretas de esta zona. Sin embargo, el sitio está incluido en el Historic England Archive.
Ubicación: 54°58′24″N 1°38′12″O / 54.973223, -1.636761

### Torreta 5B
El descubrimiento del castillo miliar 4 a cierta distancia de su presunta ubicación ha puesto en tela de juicio los presuntos emplazamientos de todos los castillos miliares y torretas de esta zona. Sin embargo, el sitio está incluido en el Historic England Archive.
Ubicación: 54°58′27″N 1°38′40″O / 54.974144, -1.644564

## Registro de monumentos
| Monumento         | Código de Monumento | Código del Historic England Archive |
| Castillo miliar 5 | 25026               | NZ 26 SW 3                          |
| Torreta 5A        | 22667               | NZ 26 SW 4                          |
| Torreta 5B        | 25032               | NZ 26 SW 5                          |